# Philodromus subaureolus
Philodromus subaureolus là một loài nhện trong họ Philodromidae.
Loài này thuộc chi Philodromus. Philodromus subaureolus được Friedrich Wilhelm Bösenberg & Embrik Strand miêu tả năm 1906.